# Споменик Старо Сајмиште
44° 48′ 45″ С; 20° 26′ 44″ И / 44.812544° С; 20.445626° И
Споменик Старо Сајмиште налази се на левој обали Саве, у Градској општини Нови Београд, у Београду.

## Историја
Старо сајмиште је изграђено пред 2. светски рат, а први Београдски сајам је одржан 1937. године. Немачка војна управа је одлучила 23. октобра 1941, да за намену логора за Јевреје, Србе, Роме и антифашисте, преуреди Београдско сајмиште и његове павиљоне, напуштене након бомбардовања 6. априла. Како се локација налазила недалеко од Земуна, логор је назван "Judenlager Semlin", односно Јеврејски логор Земун. Логор се налазио на територији тадашње Независне Државе Хрватске.

## Откривање и изглед споменика
20. октобра 1974. године откривена је прва плоча, спомен-обележје на Старом Сајмишту. Године 1983, као и раније, поново је покренута идеја о уређењу Сајмишта. Наредне године, на Дан устанка 7. јулa, откривена је друга спомен плоча, са идентичним текстом. Претходна плоча је уклоњена.
Након спроведеног конкурса и доношења одлуке о подизању спомен-парка у Јајинцима, жири је предложио Скупштини Београда да донесе одлуку о подизању споменика на „Сајмишту”, жртвама ратног злочина и геноцида, предлажући другонаграђени рад академског вајара Миодрага Мише Поповића. Откривен је на Дан сећања на жртве геноцида 22. априла 1995. и педесетогодишњице победе над фашизмом. Споменик је требало да буде откривен 9. маја 1989. али је постављен и свечано откривен са шест година закашњења, 22. априла 1995. на годишњицу пробоја логораша из Јасеновца, дан који се у Србији од 1992. обележава као Дан жртава геноцида.
Споменик је постављен између куле сајма и реке Саве, линијом дуж које је око логора била бодљикава жица. То је бронзана скулптура, висока 10 метара и тешка 20 тона, у облику „распукнуте форме круга чији део сомболизује живот, а други смрт”.

## Сећање
10. мај је одлуком Скупштине Града Београда од 2014. године проглашен Даном сећања на жртве Холокауста у Београду, те да је то дан када су немачки окупатори заједно са сарадницима прогласили да је Београд први ослобођени град од Јевреја.
Поводом Међународног дана сећања на жртве Холокауста, који се широм света обележава 27. јануара, на Старом сајмишту на Новом Београду је 2019. године одржан својеврстан час историје за грађане.У том највећем логору на територији окупиране Србије, страдало је око 6.500 Јевреја и хиљаде Рома и Срба.
Ратни логор Старо Сајмиште је место рођења Естер Бајер, данас 81−годишње баке из Сремчице. Естер је 31.1.1942. из логора у кутији од ципела напуњеној ватом, изнео из логора стриц и тако јој спасао живот. „Ја сам једина жива жртва” каже Естер.

## Меморијални центар
Старо сајмиште је према урбанистичким плановима одавно било предвиђено за изградњу Меморијалног центра, али та замисао и даље није реализована. Логор на Сајмишту је једини простор Холокауста у Европи који није на достојан начин обележен. Иако је изградња меморијалног центра планирана урбанистичким планом још из 1992.године, данас једва да је започета фаза припреме.
Скупштина Србије усвојила је 24.2.2020. Закон о Меморијалном центру „Старо сајмиште”. Овим Законом утврђено је да „Меморијални центар обавља послове прикупљања, сређивања, чувања, излагања, одржавања и коришћења, стручне обраде, истраживања и презентовања музејских, архивских и филмских докумената и предмета, стара се о њиховом коришћењу за музејске, образовно−васпитне, научно−истраживачке и издавачке послове, као и за манифестације и акције неговања сећања на жртве „Јеврејског логора Земун”, „Прихватног логора Земун”, као и „Јеврејског пролазног логора Београд − Топовске шупе”.